# Irschen
Irschen is een gemeente in de Oostenrijkse deelstaat Karinthië, gelegen in het district Spittal an der Drau (SP). De gemeente heeft ongeveer 2100 inwoners.

## Geografie
Irschen heeft een oppervlakte van 33,35 km². Het ligt in het zuiden van het land.

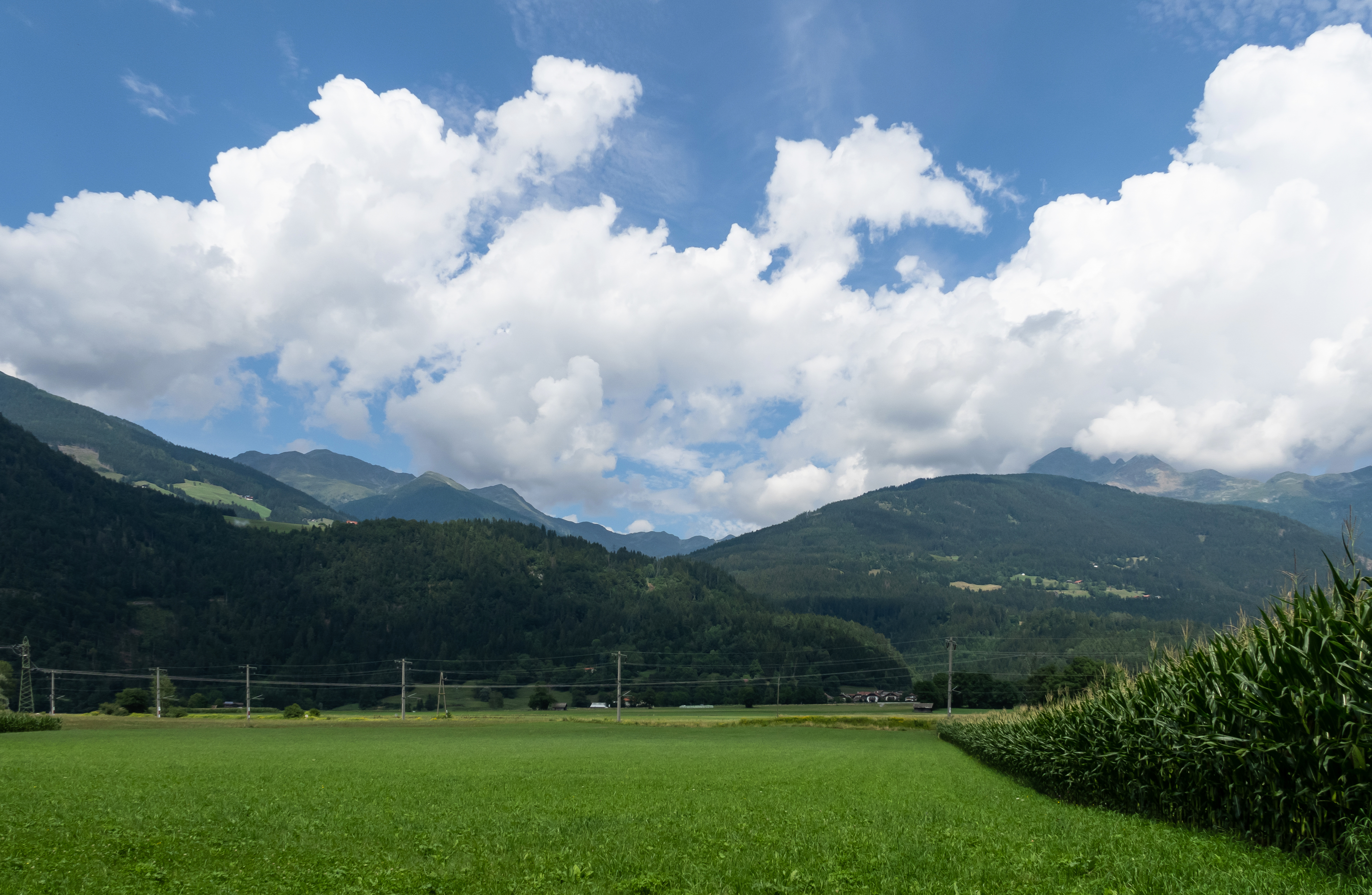
Panorama bij Potschling

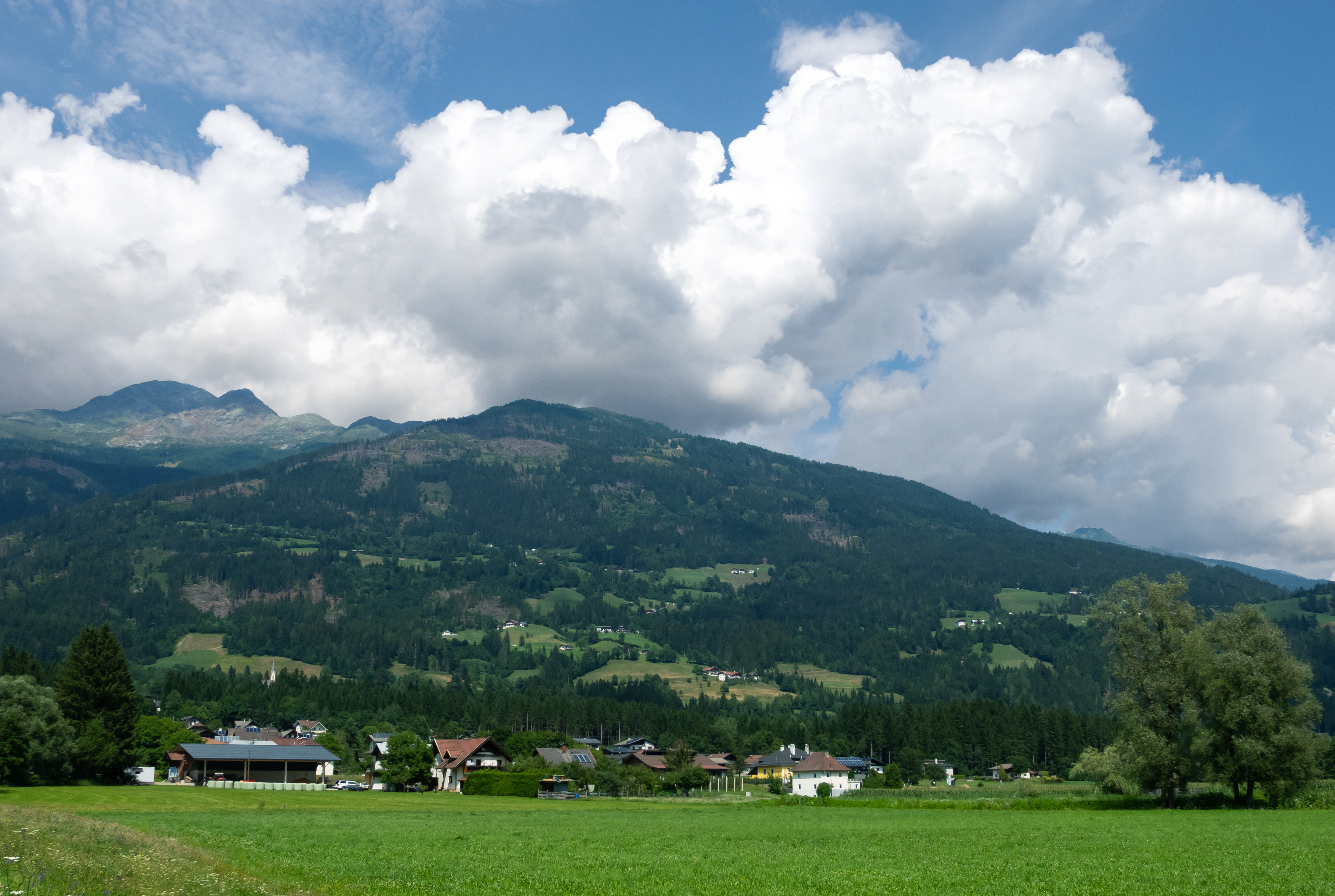
Zicht op Gröfelhof

Bad Kleinkirchheim · Baldramsdorf · Berg im Drautal · Dellach im Drautal · Flattach · Gmünd in Kärnten · Greifenburg · Großkirchheim · Heiligenblut am Großglockner · Irschen · Kleblach-Lind · Krems in Kärnten · Lendorf im Drautal · Lurnfeld · Mallnitz · Malta in Kärnten · Millstatt am See · Mörtschach · Mühldorf · Oberdrauburg · Obervellach · Radenthein · Rangersdorf · Reißeck · Rennweg am Katschberg · Sachsenburg · Seeboden am Millstätter See · Spittal an der Drau (stad) · Stall · Steinfeld · Trebesing · Weissensee · Winklern
- Gemeinsame Normdatei: 4502874-6
- Virtual International Authority File: 246276614